# یورسنج
یورسنج (به هلندی: Eursinge) یک منطقهٔ مسکونی در هلند است که در میدن-درنته واقع شده‌است. یورسنج ۶۰ نفر جمعیت دارد.